# Mischendorf
Mischendorf (węg. Pinkamiske, rom. Mischka) – gmina w Austrii, w kraju związkowym Burgenland, w powiecie Oberwart. 1 stycznia 2014 liczyła 1,64 tys. mieszkańców.